# Giacomo Dondulo
Giacomo Dondulo (Venezia, ... – dopo il 1288) è stato un ammiraglio e politico italiano.

## Biografia
Proveniva da una famiglia poco nota, abitante nella zona dei Santi Apostoli ed estinta nella prima metà del Trecento (da non confondere con i Dandolo). Non si conoscono i nomi dei genitori, ma era forse figlio di una sorella di Marsilio Zorzi; questi infatti lo designò fra i propri commissari nel testamento, citandolo come dilectus nepos.
Le prime notizie sul suo conto si hanno dall'estate del 1257 quando, con il grado di comandante di galea, prese parte alla spedizione guidata dal futuro doge Lorenzo Tiepolo contro i Genovesi in Siria, distinguendosi in numerosi fatti d'arme. Rimase in Oriente anche l'anno successivo: il 24 giugno 1258 partecipò alla battaglia al largo di San Giovanni d'Acri in cui il Tiepolo, affiancato dagli uomini di Andrea Zeno, sconfisse l'ammiraglio genovese Rosso della Turca; successivamente combatté in terraferma, partecipando alla distruzione delle fortificazioni di Genova nel Regno di Gerusalemme ed espellendone la colonia di San Giovanni d'Acri.
Tornato a Venezia, fu eletto nel Maggior Consiglio (1261 e 1264), ma poco venne richiamato alle armi. Nel 1266 era capitano di una flotta spedita contro i Genovesi in Oriente; partito con solo quattro galee, dopo aver fatto tappa a Zara, Negroponte e Candia, aggiunse altri dieci galee e una galeotta. Di qui si portò in Sicilia dove condusse con successo alcune operazioni volte ad intercettare i legni nemici che transitavano per lo stretto di Messina e il canale di Sicilia (attaccò Tunisi dove saccheggiò e distrusse un mercantile, quindi catturò una galea tra Vulcano e Vulcanello. Tornò poi nell'Adriatico dove, in accordo con le istruzioni ricevute prima della partenza, si fermò a Ragusa.
Alla notizia dell'esistenza di una flotta genovese sotto il comando di Lanfranco Borborino partita già in aprile e trattenutasi in Corsica, il Dondulo si unì a una squadra di dieci galee guidate da Marco Gradenigo e, mantenendo il controllo supremo della spedizione, e raggiunse la flotta nemica nel mare al largo di Trapani il 22 giugno 1266. Il Borborino, pur in vantaggio numerico e con il vento a favore, tenne un atteggiamento decisamente difensivo (legò le navi l'una accanto all'altra a formare una sorta di fortezza) ma questa tattica si rivelò disastrosa: l'indomani il Dondulo attaccò e, dopo due tentativi respinti, riuscì a vincere senza difficoltà la resistenza dei Genovesi (molti si gettarono in mare fuggendo verso la costa), tanto da catturare ventiquattro navi praticamente integre.
Il mese successivo recò a Venezia bottino e prigionieri, venendo coperto di gloria. Eletto capitano generale, ebbe subito a scontrarsi con il doge Renier Zen il quale era contrario all'utilizzo delle galee nella guerra aperta, ritenendo più saggio utilizzarle a fini mercantili (e quindi avrebbero risposto solo se attaccate). Di lì a poco il Dondulo decise di dimettersi, lasciando l'incarico a Marco Zeno.
Negli anni successivi la politica eccessivamente prudente del doge si rivelò fallimentare perché se i convogli mercantili viaggiavano in sicurezza grazie alle galee che li scortavano, le navi genovesi continuavano a scorrazzare per il Mediterraneo colpendo gravemente le colonie e le imbarcazioni veneziane rimaste indifese. Di fronte a questa situazione, il Dondulo fu nominato nuovamente capitano per proteggere una spedizione commerciale che doveva tornare a Venezia per la primavera del 1267. Portata a termine la missione senza difficoltà, riuscì a far prevalere la propria politica perché rimase a perlustrare il mare con le sue tredici galee, cui si aggiunsero le altre dieci al comando di Marino Morosini.
Frattanto venticinque galee genovesi guidate da Luchetto Grimaldi avevano bloccato il porto di Acri. Venutone a conoscenza, il Dondulo raggiunse la Siria e il 29 agosto attaccò una parte della flotta, catturando cinque navi nemiche. Successivamente, i Veneziani si spostarono verso Tiro, dove si trovavano gli altri Genovesi, ma il Grimaldi preferì allontanarsi evitando lo scontro.
Tornato a Venezia, il 1º ottobre l'ammiraglio venne eletto in Maggior Consiglio, carica riconfermata anche nel 1270. Poco dopo la nomina, fu però richiamato alle armi nella guerra contro Bologna ed ebbe il comando delle operazioni per due mesi, succedendo a Raffaele Betani e a Pancrazio Barbo. Durante questo breve periodo, il Dondulo non inferse un colpo decisivo al nemico, ma riuscì comunque ad ottenere lodevoli risultati. Il 1º settembre 1271, quando il suo mandato era finito da tempo, i Bolognesi infersero una gravissima sconfitta alla Serenissima. Furono allora richiamati il Dondulo e Marco Gradenigo (lo stesso che aveva combattuto al suo fianco contro i Genovesi): il primo diresse la flotta che aveva risalito il Po di Primaro, mentre il secondo ebbe il comando delle truppe di terra. Il contingente del Gradenigo conseguì un grande successo (venne ferito lo stesso podestà di Bologna) e successivamente poté ritirarsi senza problemi oltre il fiume, protetto dalle navi veneziane.
Successivamente il Dondulo si dedicò maggiormente alla politica, ricoprendo comunque importanti incarichi. Nel 1274 divenne consigliere e il 17 settembre fu presente alla ratifica di un trattato con Mantova. Nel 1275 fu l'unico elettore a partecipare alla terza, alla quarta e all'ultima "mano" delle votazioni che elessero doge Jacopo Contarini.
Nel 1277 ebbe un ulteriore incarico militare come bailo e capitano di Negroponte, continuamente minacciata dall'Impero Bizantino. Durante il suo mandato, durato un biennio, Costantinopoli non osò colpire l'isola e, sembra, solo a poche settimane dalla sua partenza per Venezia Michele VIII Paleologo tentò un attacco.
Nel 1280 fu per l'ultima volta eletto al Maggior Consiglio e prima ancora di concludere l'incarico era stato nominato duca di Candia. Durante questo periodo si occupò non solo della normale amministrazione, ma anche dell'organizzazione delle forze antibizantine (nel 1282 aveva equipaggiato la flotta di Ruggero Morosini). L'anno successivo dovette invece far fronte a una ribellione capeggiata dal nobile locale Alessio Kalergis: dopo aver tentato la via diplomatica, il Dondulo decise di passare alle armi bandendo il Kalergis e inviandogli contro un contingente comandato Giacomo Dolfin. I Veneziani conseguirono alcuni successi, ma non riuscirono a sedare del tutto la rivolta e anzi dovettero abbandonare parte dell'isola.
Dopo il suo ritorno a Venezia, del Dondulo scompare dalle fonti ufficiali. L'ultima notizia che lo riguarda è del 19 settembre 1288, quando risultava a Treviso impegnato nell'acquisto di alcuni fondi. Morì probabilmente qualche tempo dopo.